# Ук'ю
Ук'ю́ або Ук-Ю, верхня течія — Лівий Ук'ю́ (рос. Укъю, Ук-Ю, Левый Укъю) — річка в Республіці Комі, Росія, ліва притока річки Ілич, правої притоки річки Печора. Протікає територією Троїцько-Печорського району.
Річка починається на південних схилах гори Яни-Хапхартуйтумп (висота 643 м), що на кордоні Республіки Комі та Ханти-Мансійського автономного округу Тюменської області, іноді верхня течія називається Лівий Ук'ю. Протікає на південний схід, південний захід, захід, південний захід, північний захід та південь.
Притоки:
- праві — Правий Ук'ю, Иджид-Йольвож (Иджид-Єльвож, Иджид-Йоль-Вож), Иджид-Вож, Парус-Йольвож (Парус-Йоль-Вож, Иджид-Парус-Єль), Ічет-Парус-Йоль
- ліві — Пашкевож (Пашке-Вож), Нерім'ю (Нерім-Ю)